# سوخدول ناد لوژنیتسی
سوخدول ناد لوژنیتسی (به چکی: Suchdol nad Lužnicí) یک منطقهٔ مسکونی و شهرستان دارای شهرک سابقاً روستا در جمهوری چک است که در ناحیه ییندریخوف هرادتس واقع شده‌است. سوخدول ناد لوژنیتسی ۳٬۶۶۵ نفر جمعیت دارد.